# 로버트 피어리
로버트 에드윈 피어리(Robert Edwin Peary, 1856년 5월 6일 ~ 1920년 2월 20일)는 미국의 해군·북극 탐험가이다. 북극 탐험에 뜻을 품고 여러 번 그린란드를 조사하였다. 1898년 이후에는 북극 탐험을 행하였다. 1909년 인류 최초로 북극의 극지에 성조기를 꽂았다고 알려져 왔으나, 1996년에 발견된 피어리의 새로운 일지를 검토해본 결과 북극점에서 40km 못미친 지점까지만 도달한 것으로 밝혀졌다. 북극점에 도달하지 못한 것과는 상관없이 탐험으로 북극이 깊은 바다라는 것과 북극에 대한 여러 가지 사실이 밝혀졌다. 저서로 《북극》, 《북쪽의 빙하》 등이 있다.